# Jean Lemaitre
Pour les articles homonymes, voir Lemaître.
Jean Lemaitre, né le 16 avril 1920 à Saint-Germain-en-Coglès, est un sous-officier de gendarmerie mobile, mort durant la semaine des barricades, le 24 janvier 1960 à Alger.

## Biographie
Jean Lemaitre naît à Saint-Germain-en-Coglès, en Bretagne le 16 avril 1920. Il effectue sa formation d'élève-gendarme à l’école préparatoire de Gendarmerie de Chaumont du 18 juin au 18 décembre 1946. À l’issue, il est affecté au 4e escadron de la 1re Légionbis de la Garde Républicaine au Plessis-Robinson.
Le 11 février 1947, il est déployé à Saïgon, au sein de la 3e Légion de Garde Républicaine de Marche.
A son retour d'Indochine, le 18 mars 1949, il réintègre le 4e escadron de la 1bis LGR. Il effectue, au sein de cette unité, de nombreux déplacements en Afrique du nord.
Admis dans le corps des sous-officiers de carrière le 25 mai 1951, il obtient le certificat interarmes le 13 octobre 1951.
Le 24 janvier 1960 à Alger, a lieu la semaine des barricades où le gendarme Lemaitre participe, avec son unité, à une opération de maintien de l’ordre les opposants à des partisans du maintien de l'Algérie française. Les gendarmes, casqués et munis d'armes non approvisionnées, sont attaqués par des manifestants avec des planches cloutées. Une grenade explose et, à 18 h 12, un coup de feu éclate et déclenche une fusillade. On tire de partout, des pneus chargés d'explosifs sont lancés contre les gendarmes. Le colonel Debrosse ordonne à cinq reprises le cessez-le-feu, sans succès. Les tirs cessent avec l'arrivée des parachutistes du 1er REP du colonel Dufour, acclamés par la foule. Les gendarmes sont évacués avec difficulté, quelques-uns d'entre eux sont lynchés. La fusillade a duré vingt minutes mais le bilan est lourd : 14 gendarmes et 8 manifestants sont tués et on dénombre environ 150 blessés. Le gendarme Lemaitre fait partie des victimes.
Jean Lemaitre est fait, à titre posthume, chevalier de la Légion d'honneur, est décoré de la Croix de la Valeur militaire avec palme et de la Médaille de la Gendarmerie nationale. Les obsèques de l'ensemble des personnels tués ont lieu à Alger le 28 janvier 1960.

## Décorations
- Chevalier de la Légion d'honneur (le 4 novembre 1959)
- Médaille militaire (le 4 novembre 1959)
- Croix de la Valeur militaire avec Etoile de Bronze pour acte de courage (le 25 février 1959) et avec palme (à titre posthume)
- Médaille de la Gendarmerie nationale avec citation à l'ordre de la Gendarmerie Nationale (à titre posthume le 26 janvier 1960)
- Médaille coloniale avec agrafe "EXTREME-ORIENT"
- Médaille commémorative de la campagne d'Indochine
- Médaille commémorative des opérations de sécurité et de maintien de l'ordre avec agrafes "TUNISIE", "MAROC" et "ALGERIE".

## Postérité
Jean Lemaitre a laissé son nom à la caserne de l'Escadron de Gendarmerie Mobile 21/1 de Melun (77).